# Dr. Thomas Light
Dr. Thomas Light en figur från tv-spelsserien om Mega Man. Han är den person som skapade Mega Man och Mega Man X.
Hans första skapelse var en robot vid namn Proto Man som var något av en prototyp. Men något gick snett och roboten rymde. Några månader senare bestämde sig Dr. Light för att göra ett nytt försök. Han tog hjälp av sin kollega Dr. Albert Wily och de byggde åtta nya robotar och det blev succé.
Men så en dag så fick Dr. Wily för sig att ta över världen, då han tyckte att han var tillräckligt intelligent. Han stal sex av de åtta robotarna och byggde om dem till stridsmaskiner med världsherravälde som avsikt, och bara några veckor senare attackerade de staden. Rock, som en av robotarna hette, bad Dr. Light att göra samma sak med honom. Mot sin vilja byggde han om Rock till en stridsrobot med en kanon på armen. Numera kallades han för Mega Man (Rockman i Japan). Mega Man begav sig nu ut för att stoppa Dr. Wily, och detta fick han göra ett flertal gånger.
Under alla de år som gick och alla de strider som utspelades mellan Mega Man och Dr. Wily så bestämde sig Dr. Light för att bygga en ny och mer avancerad robot. Han kallade projektet för "X". X var en nyare version av Mega Man men när han slutligen var klar valde dock Dr. Light att söva ner honom i en kapsel tills den dagen någon valde att öppna den. Med kapseln lade han ett meddelande där han beskrev riskerna med X och hur farlig han kunde varit om han släppts lös på grund av X:s fria vilja.